# Dmitri Sakoenenko
Dmitri Sakoenenko (Russisch: Дмитрий Сакуненко) (Ust-Talmenka (Kraj Altaj), 7 januari 1930 – 13 september 2014) was een Russisch langebaanschaatser.
Sakoenenko nam aan elk van de drie grote internationale kampioenschappen die in zijn schaatsperiode werden verreden deel. Bij de Europese- en wereldkampioenschappen allround veroverde hij in 1955 zijn enige medaille op het Europees kampioenschap. Op het WK van 1955 behaalde hij met de vierde plaats zijn hoogste klassering bij deze kampioenschappen. Bij zijn enige deelname aan de Olympische Winterspelen (in 1956), waarbij de schaatswedstrijden op het meer van Misurina nabij Cortina d'Ampezzo plaatsvonden, eindigde hij als zestiende op de 5000 meter, de enige afstand die hij schaatste.
Nationaal nam hij een keer plaats op het erepodium bij de allroundkampioenschappen, in 1957 werd hij kampioen.

## Records

### Wereldrecords
| Nr. | Afstand        | Tijd    | Datum           | Baan  |
| --- | -------------- | ------- | --------------- | ----- |
| 1.  | Grote vierkamp | 184,638 | 10 januari 1955 | Medeo |

### Adelskalender
Van 10 januari 1955 tot 20 januari 1955 was Dmitri Sakoenenko aanvoerder van de Adelskalender. Daarmee heeft hij 10 dagen aan de top van de lijst gestaan.
Hieronder staan de persoonlijke records (PR's) waarmee Dmitri Sakoenenko aan de top van de Adelskalender kwam en de PR's die hij had staan toen hij van de eerste plek verdreven werd. Tevens zijn de gegevens weergegeven van de schaatsers die voor en na hem aan de top van de lijst stonden.
| Datum      | 500 m | 1500 m | 5000 m | 10.000 m | Punten  | Voorganger / Opvolger |
| ---------- | ----- | ------ | ------ | -------- | ------- | --------------------- |
| 09-01-1955 | 42,8  | 2.13,3 | 7.45,6 | 17.10,2  | 185,303 | Boris Sjilkov         |
| 10-01-1955 | 42,6  | 2.13,0 | 7.54,9 | 16.44,3  | 184,638 |                       |
| 20-01-1955 | 42,8  | 2.10,4 | 7.45,6 | 16.50,2  | 183,336 | Boris Sjilkov         |

## Resultaten
| Jaar | EK Allround | WK Allround | Olympische Spelen |
| ---- | ----------- | ----------- | ----------------- |
| 1954 |             | 5e          |                   |
| 1955 | Brons       | 4e          |                   |
| 1956 |             |             | 16e 5000m         |
| 1957 | 9e          |             |                   |
| 1958 | NC17        |             |                   |

### Medaillespiegel
| Kampioenschap | Goud · | Zilver · | Brons · |
| ------------- | ------ | -------- | ------- |
| EK Allround   | 0      | 0        | 1       |

Rudolf Ericson · Peder Østlund · Jaap Eden · Oscar Mathisen · Ivar Ballangrud · Michael Staksrud · Åke Seyffarth · Nikolaj Mamonov · Hjalmar Andersen · Boris Sjilkov · Dmitri Sakoenenko · Juhani Järvinen · Knut Johannesen · Jonny Nilsson · Per Ivar Moe · Eduard Matoesevitsj · Ard Schenk · Kees Verkerk · Magne Thomassen · Hans van Helden · Vladimir Lobanov · Jan Egil Storholt · Sergej Martsjoek · Vladimir Belov · Eric Heiden · Viktor Sjasjerin · Andrej Bobrov · Nikolaj Goeljajev · Michael Hadschieff · Eric Flaim · Johann Olav Koss · Falko Zandstra · Rintje Ritsma · Gianni Romme · Jochem Uytdehaage · Chad Hedrick · Sven Kramer · Shani Davis · Patrick Roest